# American Prairie Reserve
L'American Prairie Reserve ou Réserve de prairie américaine, abrégée APR, est une réserve naturelle en cours de mise en place située dans le nord-est du Montana. Elle est soutenue par une fondation privée, l'American Prairie Foundation. À terme elle devra faire 12 000 km2 d'un seul tenant, en combinant des terres privées et publiques, et proposer un écosystème de prairie d'herbes mixtes complet, avec des corridors biologiques et une faune indigène.

## Contexte
Les prairies sont l'écosystème dominant des plaines intérieures du centre de l'Amérique du Nord. Le type de végétation principal est constitué de plantes herbacées comme les graminées, les Cyperaceae et autres plantes des prairies, plutôt que de la végétation ligneuse comme les arbres. Avant les années 1800, les bisons étaient une espèce clé de voûte de l'habitat des prairies d'herbes courtes indigènes, car leur pression de pâturage modifiait le réseau trophique et les paysages de manière à améliorer la biodiversité. Les prairies comprenaient autrefois plus de 1 500 espèces de plantes, 350 espèces d'oiseaux, 220 de papillons et 90 de mammifères. Le bison coexistait avec le wapiti, le cerf, le pronghorn, le renard véloce, le putois à pieds noirs, la Chevêche des terriers, l'ours noir, le loup et le couguar. Les bisons, s'attaquant aux arbres avec leurs cornes, empêchent le remplacement de la prairie en forêt. Ils dispersaient les graines par leurs excréments. Le paysage hétérogène ou varié créé par les bisons aide les oiseaux ; des millions d'oiseaux arrivent encore chaque année. Les Courlis à long bec sont des oiseaux de rivage migrateurs qui dépendent de trois types d'habitats dans la prairie - des herbes rases, des herbes hautes et de la boue - pour leur cycle de reproduction annuel. Les pluviers montagnards utilisent les souilles des bisons comme sites de nidification. Les pygargues à tête blanche, les corbeaux et les pies d'Amérique consomment les carcasses de bisons lorsqu'ils meurent.
Cet écosystème a été en grande partie détruit au XIXe siècle et les animaux chassés, piégés ou empoisonnés. Cependant, le Homestead Act qui a permis la conquête de l'Ouest n'a pas conduit à une mise en culture massive dans le Montana, car il limitait la propriété privée à 160 acres, soit 65 ha, ce qui est insuffisant pour assurer la subsistance d'une exploitation. Par conséquent, seul l'élevage et le pâturage sur les terres publiques ont prospéré jusqu'à ce jour.
En 1908, la National Bison Range est créée au Montana.
The Nature Conservancy a affirmé en 1999 que les Grandes Plaines du Nord étaient les plus viables pour restaurer les habitats de la région et conserver la diversité existante des plantes et des animaux. La WWF considère que 69 % des Grandes Plaines du nord sont toujours intactes.
La population de l'est du Montana diminue depuis les années 1930. Près des deux tiers des comtés des Grandes Plaines ont vu leur population baisser entre 1950 et 2007, et a diminué de moitié pour 69 d'entre eux. Les terres sont à vendre et les éleveurs vieillissants ont du mal à ce que leur famille reprenne leur activité,. L'élevage est une activité difficile dans cette région avec des conditions hivernales rigoureuses, des étés très chauds et des marges faibles. Les grandes propriétés peuvent valoir des millions de dollars.
Selon la loi du Montana, les bisons sont classés comme bétail privé, sous la surveillance du Département de l'élevage.
Les Grandes Plaines sont l'une des quatre grands écosystèmes de pelouse tempérée restant sur terre, avec les steppes du Kazakhstan, celles de Mongolie, ainsi que la Patagonie.

## Histoire

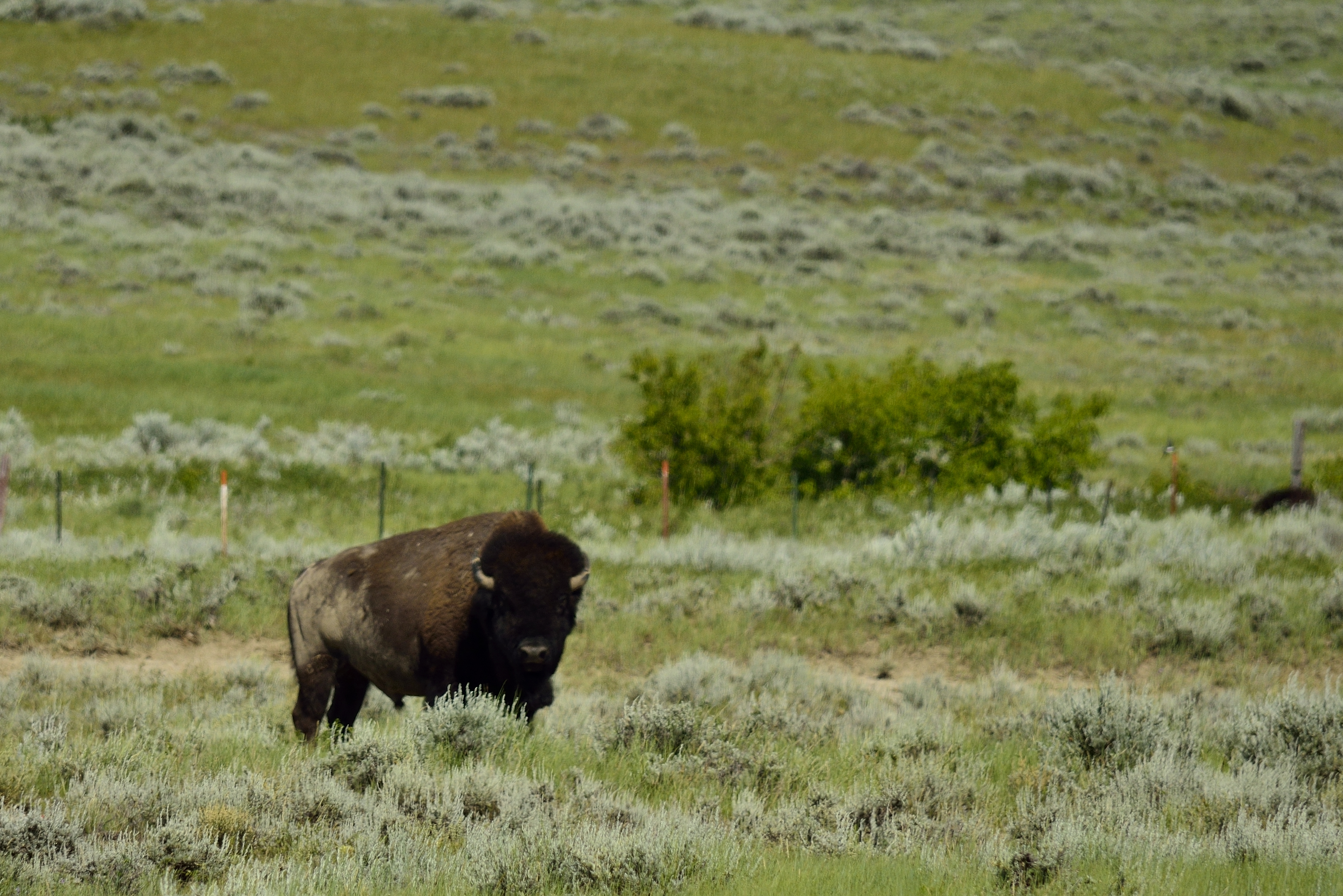
Un bison en liberté au sein de la réserve.

L'American Prairie Foundation qui gère la réserve est fondée en 2001. C'est une association à but non-lucratif, ou charity. 
Les premières terres sont acquises en 2004.
En 2005, 16 bisons du Parc national de Wind Cave, dans le Dakota du Sud, sont relâchés. Plusieurs bisons des plaines sont également issus du Parc national Elk Island, dont 94 têtes en 2010 et 72 en 2012. En 2020, les troupeaux de 800 bisons vivent en liberté dans la zone de la réserve Sun Prairie et dans certaines parties de Dry Fork et White Rock. 
L'American Prairie Foundation a acheté des ranches, vendus de plein gré par leurs propriétaires, et acquis ainsi les baux de pâturage liés aux ranches et gérés par le Bureau of Land Management (BLM). Les terres du BLM sont bien plus étendues que celles des ranches. En janvier 2020, 30 ranchs ont été acquis et l'organisation souhaite en acheter une vingtaine de plus. En octobre 2020, la réserve s'étend sur 420 000 acres, soit 170 000 hectares ou 1 700 km2 dans le nord-est du Montana, avec environ un quart en propriété et le reste en location. L'une des plantes dominantes est Agropyron cristatum, une plante envahissante introduite par le gouvernement américain dans les années 1930 pour être utilisée comme fourrage, et dont les équipes de l'American Prairie Reserve ont du mal à se débarrasser.

## Controverses
Le projet est controversé parmi les éleveurs de la zone, dont beaucoup ont l'intention de continuer à faire paître le bétail. L'idée de laisser les bisons en liberté soulève des inquiétudes au sujet des maladies du bétail, comme l'anthrax , la maladie de la vache folle ou la brucellose bovine. La concurrence pour le fourrage, la sécurité du public ou les dégâts aux propriétés privées, par exemple les barrières, sont également des craintes. Les projets de réintroduction d'ours, de loups et de wapiti suscitent également l'opposition.
L'industrie de la viande bovine, dont le chiffre d'affaires avoisine les 1,5 G$ annuellement, se sent menacée par cette réserve, qui retire des terres aux pâturages. Des panneaux « Sauvez le Cowboy, arrêtez l'American Prairie Reserve » sont affichées sur les maisons et une organisation de défense des fermiers est créée. Le sentiment est que la réserve menace une culture qui a préservé les prairies du labourage pendant plus de 150 ans. Cette préservation en fait aujourd'hui l'endroit idéal où faire revenir les paysages à ce qu'ils étaient avant la conquête de l'ouest. Dans un contexte de dépopulation rurale, la formation de l'American Prairie Reserve par des donateurs riches, écologistes et étrangers à l'État et à la culture rurale semble un camouflet pour des petites communautés sur le déclin et culturellement fort différentes. De plus, pour rester rentables les exploitations de bétail doivent être toujours plus grandes, et l'APR est vue comme une rivale.
En février 2021, un accord est trouvé entre l'APR et le Comté de Phillips pour une durée de dix ans. Les bisons devront être vaccinés et suivis pour leurs maladies. Une procédure pour les bisons en fuite doit être mise en place et des rapports devront être publiés.
En 2019, la Chambre des représentants de la Législature du Montana adopte une résolution demandant au Bureau of Land Management de refuser le pâturage aux bisons de l'American Prairie Reserve. L'organisation de la réserve indique qu'elle souhaite s'installer dans une zone où l'activité économique prédominante restera l'élevage de bétail et cherche à être un bon voisin. L'un de ses efforts a consisté à inviter les éleveurs de la région à adhérer à certaines normes respectueuses de la faune et à obtenir de l'aide pour commercialiser le bétail sous le nom de « Wild Sky Beef » comme un produit haut de gamme. D'autres programmes rémunèrent les fermiers qui photographient des grands carnivores afin d'habituer à leur présence.
Le projet reçoit l'appui des tribus indiennes voisines et de locaux qui voient des perspectives de revenus liés au tourisme.
Des critiques visent les riches donateurs au projet, lesquels ont financé des industries polluantes (pétrole, gaz ou charbon) contribuant au changement climatique nuisant aux Grandes Plaines.

## Organisation
La fondation a développé une échelle en 7 points pour évaluer les terres en fonction de dix conditions écologiques, notamment la diversité végétale, le pâturage, le feu, l'hydrologie et les prédateurs pour mesurer l'impact des activités de gestion des réserves.
Environ dix pour cent du financement provient de fondations privées soutenant la conservation des terres, le montant restant provient de personnes vivant dans 46 États des États-Unis et huit pays. Environ 20 % des donateurs résident dans l'État du Montana. En décembre 2013, ils avaient réuni 67,3 millions de dollars en dons et promesses de dons depuis 2002. Pour mener à bien l'ensemble du projet, environ 450 M$ seraient nécessaires. 
Les principaux donateurs sont Forrest Mars, Jr. et John Mars de la famille Mars, Hansjörg Wyss et Susan Packard Orr. Les membres actuels du conseil, Erivan et Helga Haub, Gib et Susan Myers et George et Susan Matelich, sont également des donateurs importants.